# Brančić
Brančić (cyr. Бранчић) – wieś w Serbii, w okręgu kolubarskim, w gminie Ljig. W 2011 roku liczyła 471 mieszkańców.